# Атлетико Уила
Атлетико Уила (на испански: Atlético Huila) е колумбийски футболен отбор от Нейва, департамент Уила. Създаден е на 29 ноември 1990 г. Въпреки че е един от най-младите отбори в Колумбия, Атлетико Уила има само три сезона извън Категория Примера А.

## История
Отборът е създаден по идея на президента на Димайор Хорхе Кореа Пастрана, президента на Дифутбол Алваро Гонсалес Алсате, президента на Футболната лига на Уила Херардо Гомес Алварес, губернатора на Уила Хорхе Едуардо Хечем и кмета на Нейва Буис Алберто Диас. В първия си сезон в Категория Примера Б Атлетико Уила завършва на трето място, а още следващата година става шампион и печели промоция за Примера А. При дебюта си в най-високото ниво на колумбийския футбол финишира на единадесето място. През сезон 1996/97 изпада от Примера А, но след само два сезона отново печели шампионата на втора дивизия и се завръща в елита. Най-доброто представяне на отбора са двете втори места през 2007 (Апертура) и 2009 (Финалисасион). Дебютът на Атлетико Уила в южномериканските клубни турнири е през 1999 г. в Копа КОНМЕБОЛ, където отпада още в първия кръг. Има още едно международно участие – през 2010 г. в Копа Судамерикана, където отпада във втори кръг.

## Известни бивши играчи
- Амилкар Енрикес
- Гилермо Берио
- Иван Веласкес
- Карлос Карбонеро
- Нелсон Барахона
- Фреди Монтеро
- Хенри Рохас

## Успехи
- Категория Примера А:
  - Вицешампион (2): 2007 А, 2009 Ф
- Категория Примера Б:
  - Шампион (2): 1992, 1997

## Рекорди
- Най-голяма победа: 10:0 срещу Династия, 19 юли 1992 г.
- Най-голяма загуба: 7:1 срещу Атлетико Насионал, 12 май 1996 г.